# Morphologie du pronom personnel en français
Pour la syntaxe du pronom personnel, voir Syntaxe du pronom personnel en français.
Dans la grammaire française, le pronom personnel revêt des formes différentes selon le genre (au féminin, il devient elle) et le nombre (au pluriel, je devient nous), mais également, selon la fonction qu'il occupe dans la proposition (tu peut devenir te ou toi) : on dit alors que le pronom personnel se décline (cf. syntaxe du pronom personnel en français).
- Si l'on considère leur forme, les pronoms personnels peuvent être répartis selon un quadruple classement : un premier classement d'après leur accentuation phonétique, un deuxième d'après leur liberté de position, un troisième selon qu'ils sont coréférentiels ou non, un dernier d'après leur genre.

## Pronom tonique et pronom atone
Les pronoms personnels peuvent être soit toniques, soit atones, c'est-à-dire qu'ils peuvent ou non recevoir un accent tonique : 
- Moi, je sais nager.
  - Le pronom « moi » est tonique ; le pronom « je » est atone.

- Selon l'emploi, selon le contexte, et même, selon la situation d'énonciation, une forme atone peut devenir tonique, et vice-versa : 
  - Tu savais que Raphael était parti ? Le savais-tu ?
    - Le pronom sujet « tu » est atone dans le premier exemple, et tonique dans le second.

## Pronom conjoint et pronom disjoint
La position des pronoms personnels dans la proposition peut être ou non déterminée par le verbe : 
- Lorsque la place d'un pronom personnel est déterminée par celle du verbe, on a affaire à un pronom personnel conjoint (appelé également pronom clitique). Selon le cas, il se place avant le verbe (on dit dans ce cas qu'il est antéposé), ou après (on dit dans ce cas qu'il est postposé), mais tout près de lui, et n'est par conséquent absolument pas déplaçable. Dans ce cas, il ne peut être précédé d'une préposition :

- Tu me le dis. Dis-le-moi.
  - Le pronom « Tu » est sujet ; les pronoms « me » et « moi » sont compléments d'attribution (complément d'objet indirect C.O.I. ou complément d’objet second C.O.S.) ; le pronom « le » est C.O.D. (complément d'objet direct).

- Lorsque la place d'un pronom personnel est libre par rapport à celle du verbe, on a affaire à un pronom personnel disjoint. Un tel pronom est donc déplaçable. De plus il peut être précédé d'une préposition : ¹
  - Lui, je le connais. Il m'a beaucoup parlé d'elle.
    - Le pronom « Lui » est apposé au pronom C.O.D. « le » ; le pronom « elle », précédé de la préposition « d'  », est C.O.I. (complément d'objet indirect) du verbe « a parlé ».

- La distinction entre pronom conjoint et pronom disjoint ne doit pas être confondue avec la précédente (pronom tonique et pronom atone), bien que, fréquemment, le pronom conjoint soit atone, et le pronom disjoint, tonique.

## Pronom réfléchi et pronom non réfléchi
- Au sein des pronoms compléments, et plus précisément au sein des pronoms personnels de la troisième personne, il importe de distinguer les formes qui représentent le même référent que le sujet, de celles qui représentent un référent distinct.

- Les premiers, coréférentiels donc, sont appelés pronoms personnels réfléchis :
  - Anne se lave tous les soirs.
    - Le pronom personnel « se » est réfléchi : c'est une anaphore du sujet « Anne ».

- Les autres, sont simplement appelés pronoms personnels non réfléchis :
  - Sa voiture, Anne la lave toutes les semaines.
    - Le pronom personnel « la » est non réfléchi : il ne représente pas le sujet « Anne », puisque c'est une anaphore (par redondance) du mot « voiture ».

- Les pronoms compléments des deux premières personnes peuvent être, selon les emplois, réfléchis ou non réfléchis, sans changer de forme :
- Je me coiffe. Tu me coiffes.
  - Le pronom personnel « me » est réfléchi dans le premier exemple : « Je » et « me » représentent le même référent, soit : l'énonciateur ; mais il est non réfléchi dans le second : « Tu » et « me » représentent deux référents distincts, respectivement : le destinataire et l'énonciateur.

## Pronom neutre et pronom non neutre
La plupart des pronoms personnels peuvent être soit masculins, soit féminins. D'autres, qui ne le peuvent pas, sont dits neutres : 
- Mon rôle, je le sais. Ce que tu viens de me dire, je le sais.
  - Le pronom « le » est masculin singulier dans le premier exemple (anaphore du nom « rôle », nom commun masculin singulier), et neutre, dans le second (anaphore de « Ce que tu viens de me dire », élément linguistique sans genre ni nombre déterminés).

### Pronoms personnels non neutres
Les pronoms personnels non neutres, peuvent être, selon les emplois, conjoints ou disjoints, atones ou toniques.
- Plusieurs pronoms ont une forme épicène (mixte), mais ne sont pas pour autant neutres. C'est le cas de tous les pronoms des première et deuxième personnes, dont le référent peut être du genre masculin ou féminin, mais qui ne doivent pas être considérés comme neutres : 
  - Es-tu content ? Es-tu contente ?
    - Le pronom sujet « tu » est d'abord masculin singulier, puis féminin singulier.

- Le pronom « on » (conjoint, invariable et le plus souvent atone) doit être traité à part puisqu'il est au départ un pronom indéfini neutre. En tant que pronom personnel, il remplace la première personne du pluriel (« nous ») et devient de fait une forme épicène : 
  - Hier, on est allées au cinéma.
    - Pour : « Hier, nous sommes allées au cinéma. » Dans cet exemple, le pronom personnel « on » ne doit plus être considéré comme un neutre, mais comme un féminin.

### Pronoms personnels neutres
Alors que les pronoms personnels que nous venons d'évoquer varient en fonction du genre et du nombre, les quatre pronoms suivants ne possèdent pas cette double particularité, et pour cette raison, sont appelés pronoms personnels neutres. Ils sont tous associés à la troisième personne, sont des pronoms conjoints invariables, habituellement atones, et représentant des choses, des idées abstraites ou des éléments linguistiques.
- Le pronom complément « en », est considéré par certains comme toujours neutre ; il signifie « de cela » (on l'appelle parfois pronom adverbial ou encore, adverbe pronominal) :
  - Nous en avons parlé.
    - Pour : « Nous avons parlé de cela ».

En fait, on utilise aussi souvent, et depuis des siècles, « en » comme équivalent de « de lui », « d'elle », « d'eux » se référant ainsi à une ou des personnes et non pas à une chose :
- « il se méfie de Jean, il s'en méfie. »
- « il se méfie de Jeanne, il s'en méfie. »
- « il se méfie de Jean et de Patrick, il s'en méfie. »
- « il est très amoureux de cette femme : il en est très amoureux. »

Cette tournure est plus légère qu'un « il est très amoureux d'elle » ou « elle est très amoureuse de lui. » 
- Le pronom complément « y », est toujours neutre ; il signifie « à cela » (on l'appelle parfois, lui aussi, pronom adverbial ou encore, adverbe pronominal) : 
  - J'y pense.
    - Pour : « Je pense à cela. »

- Le pronom complément « le » (qui peut être masculin singulier), est neutre lorsqu'il désigne un objet indéterminé, une idée abstraite, un élément linguistique (syntagme, proposition, phrase…), et qu'on peut le remplacer par « cela » : 
  - Ce que tu viens de me dire, je le savais.
    - Pour : « Je savais cela. »

- Le pronom sujet « il », lorsqu'il est employé avec un verbe impersonnel, peut être considéré comme un pronom neutre (parfois appelé pronom personnel impersonnel par certains grammairiens). Il n'a en outre ni antécédent, ni référent :
  - Il pleut. Il faut… Il est vrai que… Il est nécessaire de… Il arrive du monde.

## Différentes formes fléchies de pronoms personnels
Opérons une distinction entre les pronoms conjoints et les pronoms disjoints, en séparant le pronom sujet des autres pronoms.

### Pronom personnel conjoint sujet
- Singulier.
  - Première personne : « je » (forme épicène).
    - Le pronom « je » s'élide devant un mot commençant phonétiquement par une voyelle : 
      - J'écoute et je vois.

  - Deuxième personne : « tu » (forme épicène).
  - Troisième personne : « il » (masculin), « elle » (féminin).
    - À cause de son origine neutre (pronom indéfini) et de la valeur qu'il transmet en tant que donneur d'accord (masculin pluriel ou féminin pluriel), le pronom « on », sera étudié à part.

- Pluriel.
  - Première personne : « nous » (forme épicène).
  - Deuxième personne : « vous » (forme épicène).
  - Troisième personne : « ils » (masculin), « elles » (féminin).

### Pronom personnel conjoint complément
- Singulier.
  - Première personne : « me » (forme épicène).
  - Deuxième personne : « te » (forme épicène).
    - Les pronoms « me » et « te » peuvent se changer respectivement en « moi » et « toi » (et devenir ainsi toniques) lorsque le verbe est à l'impératif affirmatif.

  - Troisième personne réfléchie : « se » (forme épicène).
  - Troisième personne non réfléchie C.O.D. : « le » (masculin), « la » (féminin).
  - Troisième personne non réfléchie, complément d'attribution (CAT) (ou complément d'objet second, C.O.S.): « lui » (forme épicène).
    - Les pronoms neutres de la troisième personne du singulier (« le », « en » et « y ») seront étudiés à part.

- Pluriel.
  - Première personne : « nous » (forme épicène).
  - Deuxième personne : « vous » (forme épicène).
  - Troisième personne réfléchie : « se » (forme épicène).
  - Troisième personne non réfléchie C.O.D. : « les » (forme épicène).
  - Troisième personne non réfléchie CAT (C.O.S.) : « leur » (forme épicène).
    - Les pronoms « me, te, se, le » et « la » s'élident devant un mot commençant phonétiquement par une voyelle :
      - Ne m'en veux pas ! Je l'ai vue. Elle s'endort.

### Pronom personnel disjoint
- Singulier.
  - Première personne : « moi » (forme épicène).
  - Deuxième personne : « toi » (forme épicène).
  - Troisième personne réfléchie : « soi » (forme épicène).
  - Troisième personne non réfléchie : « lui » (masculin), « elle » (féminin).

- Pluriel.
  - Première personne : « nous » (forme épicène).
  - Deuxième personne : « vous » (forme épicène).
  - Troisième personne réfléchie : « soi » (forme épicène).
  - Troisième personne non réfléchie « eux » (masculin), « elles » (féminin).